# Rejon jaworowski (1940–2020)
Rejon jaworowski (ukr. Яворівський район) – dawna jednostka administracyjna Ukrainy, a wcześniej także Ukraińskiej Socjalistycznej Republiki Radzieckiej w Związku Socjalistycznych Republik Radzieckich, funkcjonująca w latach 1940–1941 i 1944–2020. Należał do obwodu lwowskiego. Siedzibą rejonu był Jaworów.
Według spisu powszechnego z roku 2001 w rejonie żyło 123 300 ludzi, w tym 1 300 Rosjan (1,1%) i 100 (0,1%) Polaków.

## Historia
Rejon jaworowski został utworzony 17 stycznia 1940 na podstawie dekretu Prezydium Rady Najwyższej USRR o podziale na rejony zachodnich obwodów USRR, kiedy to w obwodzie lwowskim utworzono 37 rejonów, między innymi jaworowski. Rejon objął następujące obszary:
- miasto Jaworów;
- całą gminę Bruchnal;
- całą gminę Ożomla Mała;
- prawie całą gminę Szkło (bez gromady Kurniki);
- wschodnia część gminy Szutowa (gromady Porudenko, Porudno i Szutowa).

Obszary te należały przed wojną do powiatu jaworowskiego w województwie lwowskim.
Rejon jaworowski przestał istnieć wraz z wybuchem wojny niemiecko-radzieckiej 22 czerwca 1941. Jego tereny weszły w skład Landkreis Lemberg dystryktu galicyjskiego Generalnego Gubernatorstwa.
Rejon został odtworzony 23 lipca 1944, po zajęciu tych terenów przez Armię Czerwoną.
W 1957 roku do rejonu jaworowskiego włączono zniesiony rejon krakowiecki.
W 1962 roku do rejonu jaworowskiego włączono zniesione rejony iwano-frankowski i rawski. Nieco później, w 1964 roku, prawie cały obszar byłego rejonu rawskiego przeniesiono z rejonu jaworowskiego do rejonu nesterowskiego.
Zlikwidowany przez reformę administracyjną w 2020 roku. Cały jego obszar wcielono do nowego rejonu jaworowskiego.

## Spis miejscowości
- Berdychów (Бердихів)
- Bonów (Бунів)
- Borki (Бірки)
- Borysy (Бориси)
- Boża Wola (Божа Воля)
- Broszki (Брожки)
- Bruchnal (Терновиця)
- Buda (Буда)
- Cetula (Цетуля)
- Chlany (Хляни)
- Cipywki (Ціпівки)
- Czarnokońce (Чорнокунці)
- Czerczyk (Черчик)
- Czernilawa (Чернилява)
- Czołhynie (Чолгині)
- Daćki (Дацьки)
- Dąbrowa (Діброва)
- Dąbrowica (Дубровиця)
- Debry (Дебрі)
- Dernaki (Дернаки)
- Dobrostany (Добростани)
- Domażyr (Домажир)
- Drohomyśl (Дрогомишль)
- Gnojnice (Глиниці)
- Gnojniec (Глинець)
- Haraj (Висіч)
- Horajec (Гораєць)
- Hruszów (Грушів)
- Iwaniki (Іваники)
- Jamelna (Ямельня)
- Janów (Iwano-Frankowe) (Івано-Франкове)
- Jaśniska (Ясниська)
- Jaworów (Яворів)
- Jażów Nowy (Новий Яр)
- Jażów Stary (Старий Яр)
- Jezierskie (Озерське)
- Kaczmary (Качмарі) d. cześć Kertyny
- Kałytiaki (Калитяки)
- Kamieniobród (Кам'янобрід)
- Kamińskie (Пазиняки)
- Karaczynów (Карачинів)
- Karpy (Карпи)
- Kertyna (Кертинів)
- Kłonice (Колониці)
- Kochanówka (Коханівка)
- Koguty (Когути)
- Koty (Коти)
- Kowale (Ковалі)
- Kozice (Кожичі)
- Krakowiec (Краковець)
- Lasek (Лісок)
- Laszy Potok (Лісопотік)
- Lelechówka (Лелехівка)
- Lipina (Липина)
- Lipowiec (Липовець)
- Lisy (Ліс)
- Łozina (Лозино)
- Lubienie (Любині)
- Łuh (Луг)
- Łużki (Лужки)
- Makary Wielkie (Великі Макари)
- Malczyce (Мальчиці)
- Mielniki (Мельники)
- Mołoszkowice (Молошковичі)
- Morańce (Мор'янці)
- Mużyłowice (Мужиловичі)
- Nahaczów (Нагачів)
- Nakoneczne Drugie (Наконечне Друге)
- Nakoneczne Pierwsze (Наконечне Перше)
- Na Polankach (Паланки)
- Niemirów (Немирів)
- Nowiny (Новини)
- Nowojaworowsk (Новояворівськ)
- Nowosiółki (Новосілки)
- Ożomla (Віжомля)
- Pisockie (Пісоцький)
- Podłuby Wielkie (Підлуби)
- Podrzęsna (Підрясне)
- Poruby (Поруби)
- Porudenko (Поруденко)
- Porudno (Калинівка)
- Porzecze (Поріччя)
- Przedbórze (Передвір'я)
- Przyłbice (Прилбичі)
- Prynada (Принада)
- Rogóźno (Рогізно)
- Rokitno (Рокитне)
- Ruda (Руда)
- Ruda Krakowiecka (Руда-Краковецька)
- Rulów (Рулево)
- Ruszyn (Рішин)
- Rzęsna Ruska (Рясне-Руське)
- Sarny (Сарни)
- Semerówka (Семирівка)
- Seredyna (Середина)
- Siedliska (Оселя)
- Słobodiaki (Слободяки)
- Smolin (Смолин)
- Sołuki (Солуки)
- Sołyhy (Солиги)
- Sopot (Сопіт)
- Stadniki (Стадники)
- Starzyska (Старичі)
- Stawki (Ставки)
- Stenie (Стені)
- Stradcz (Страдч)
- Szałasze (Салаші)
- Szawary (Шаварі)
- Szczepłoty (Щеплоти)
- Szczygle (Щиглі)
- Szkło (Шкло)
- Szutowa (Шутова)
- Średni Garb (Середній Горб)
- Świdnica (Свидниця)
- Turycze (Турича)
- Ulicko Seredkiewicz (Середкевичі)
- Ulicko Zarębane (Зарубани)
- Wachuły (Вахули)
- Wielkie Góry (Великі Гори)
- Wielkopole (Великополе)
- Wierzbiany (Вербляни)
- Werchutka (Верхутка)
- Wereszyca (Верещиця)
- Wilcza Góra (Вовча гора)
- Wojtowszczyzna (Війтівщина)
- Wola Dobrostańska (Воля-Добростанська)
- Wola Lubieńska (Воля Любинська)
- Wola Starzyska (Воля-Старицька)
- Wólka Rosnowska (Роснівка)
- Wola Wróblaczyńska (Воля)
- Wroców (Вороців)
- Wróblaczyn (Вороблячин)
- Zadebrze (Задебрі)
- Załuże (Залужжя)
- Zatoka (Затока)
- Zawadów (Завадів)
- Zielów (Зелів)
- Żorniska (Жорниська)

nieistniejące
- Trościaniec[8]